# Hans Hübner
Hans Hübner (13 października 1837 w Düsseldorfie, zm. 4 lipca 1884 w Getyndze) – niemiecki chemik, profesor Uniwersytetu w Getyndze (dyrektor Instytutu Chemii), jeden ze współredaktorów  Zeitschrift für Chemie (wspólnie z F.K. Beilsteinem i R. Fittingiem).

## Życiorys
Był synem Juliusa Hübnera i Pauliny z d. Bendemann. Jego starszym bratem był Emil Hübner (1834–1901), filolog i epigrafik. Ukończył Technische Universität w Dreźnie, a następnie (od roku 1857) studiował chemię na Uniwersytecie w Getyndze. Pod naukową opieką Friedricha Wöhlera uzyskał stopień doktora w roku 1859. Kolejny rok spędził u Roberta Bunsena w Heidelbergu oraz w Gandawie u Friedricha Kekulégo, gdzie uzupełniał swoją wiedzę w dziedzinie chemii organicznej.
W latach 1865–1871 (lub 1872) wspólnie z F.K. Beilsteinem i R. Fittingiem redagował chemiczne czasopismo Zeitschrift für Chemie, w którym publikowano artykuły z różnych dziedzin chemii. Stanowisko profesora nadzwyczajnego otrzymał w roku 1870, a w roku 1874 został profesorem zwyczajnym i jednym z dyrektorów Instytutu Chemii w Getyndze. Po śmierci Wöhlera (1882) kierował instytutem samodzielnie, do przedwczesnej śmierci w wieku 46 lat z powodu zawału serca (1884). Jego następcą został Viktor Meyer.

## Zakres badań naukowych
Hans Hübner jest uważany przede wszystkim za ucznia Friedricha Kekulégo, który w roku 1858 udowodnił, że węgiel jest czterowartościowy i może tworzyć łańcuchy. W czasie pobytu w Gandawie zajmował się m.in. reakcjami chlorku acetylu, PCl5 i AgCN, (odkrycie cyjanocetylenu). Rozwijał koncepcje Kekulégo analizując możliwe modele budowy cząsteczki sześcioczłonowego pierścienia benzenu, z równoważnymi atomami wodoru (badania rodzaju i liczby izomerów podstawionych pochodnych benzenu). Wraz ze współpracownikami badał również podstawione pochodne fenolu, toluenu, aniliny, kwasu benzoesowego, kwasu salicylowego, kwasu benzenosulfonowego. Jedna z jego ostatnich prac dotyczyła trzeciorzędowych zasad amoniowych.

## Publikacje (wybór)
Opublikował  m.in. w Liebigs Ann. d. Chemie:
- 1867–1871 – Über Isomerien d. aromat. Säuren I–IV (wsp. J. Ohly, O. Philipp, R. Biedermann, A. Petermann, E. Angerstein u. L. H. Friedburg),
- 1870 – Über d. Stellung d. Wasserstoff-Atome im Benzol (wsp. J. Aisberg),
- 1871 – Unterss. üb. Glycerin- u. Alkylverbindungen u. ihre gegenseitigen Beziehungen (wsp. Karl Müller),
- 1873 – Über isomere Dinitrophenole (wsp. W. Schneider),
- 1873 – Über Bromtoluole u. d. Verhalten ihrer Wasserstoffatome (wsp. J. Post),
- 1879 – Nitrosalicylsäuren u. Isomerien d. Benzolabkömmlinge,
- 1881 – Anhydroverbindungen.